# Hemiteles rufigaster
Hemiteles rufigaster är en stekelart som beskrevs av Horstmann 1990. Hemiteles rufigaster ingår i släktet Hemiteles och familjen brokparasitsteklar. Inga underarter finns listade i Catalogue of Life.